# Gaullisme
Gaullisme er en fransk, politisk ideologi, der er inspireret af Charles de Gaulles tanker om Frankrig som uafhængig, politisk stormagt.
Den har i eftertiden levet videre i en række partidannelser på den moderate, franske højrefløj. Aktuelt er gaullismen repræsenteret ved partiet Republikanerne.